# نيقية
نيقية  (باليونانية: Νίκαια)‏ هي مدينة إغريقية قديمة تقع على ساحل الأناضول الغربي عند بحر مرمرة تسمى إزنيق حديثا، اشتهرت بأهميتها في تاريخ المسيحية لانعقاد مجمع نيقية فيها، والذي تنسب إليه معظم العقائد المسيحية مثل قانون الإيمان النيقي.

## التاريخ
كان البوثينيون أول من استوطن المدينة وسموها أنكور أو هيليكور، ودمرها الميسينيون فأعاد المقدونيون بناءها وسماها أحد جنرالاتهم أنتيغونيا على اسمه غير أنها تغيرت إلى نيقية نسبة إلى نايكي إلهة النصر لدى الإغريق.
اشتهرت نيقية كإحدى المدن البيزنطية الهامة كما صمدت عدة قرون أمام محاولات السلاجقة ضمها حتى سنة 1078 عندما تمكنوا من دخولها ما دعا الإمبراطور البيزنطي للاستعانة بالأوربيين إلى خلال الحملة الصليبية الأولى في 1095 لمحاربة السلاجقة. أصبحت نيقية مركز إمبراطورية نيقية التي أسسها أباطرة القسطنطينية بعد سقوط عاصمتهم بيد الصليبيين خلال الحملة الصليبية الرابعة.
في عام 1331، فتح أورخان الأول المدينة وضمها إلى الدولة العثمانية ودمرت العديد من مبانيها العامة، واستخدم العثمانيون المواد في إقامة مساجدهم وغيرها من الصروح. مع سقوط القسطنطينية في عام 1453، فقدت المدينة قدرا كبيرا من أهميتها، لكنها أصبحت فيما بعد مركزا رئيسيا مع إنشاء صناعة الفخار المحلية في القرن السابع عشر.

## معرض صور

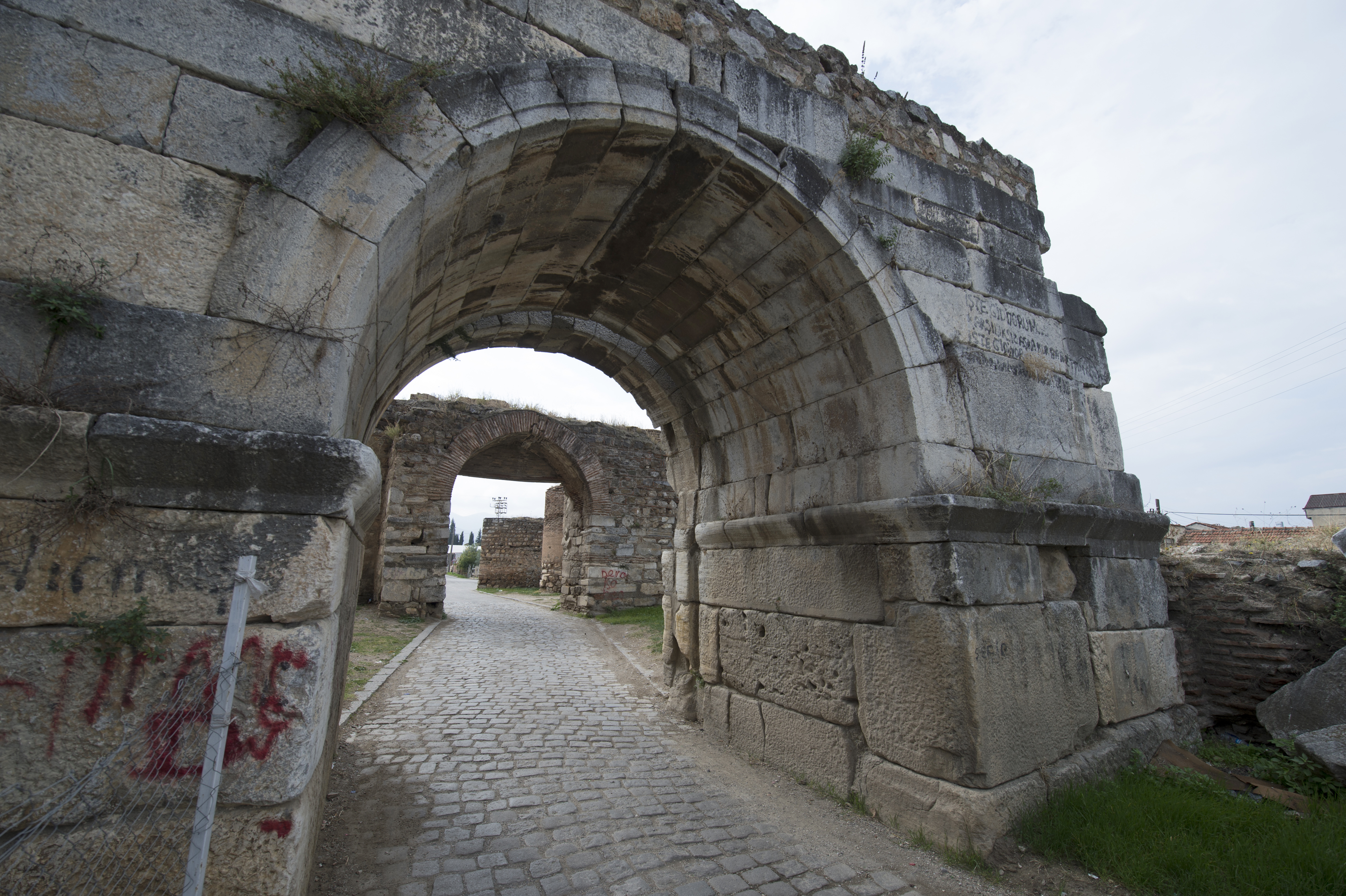
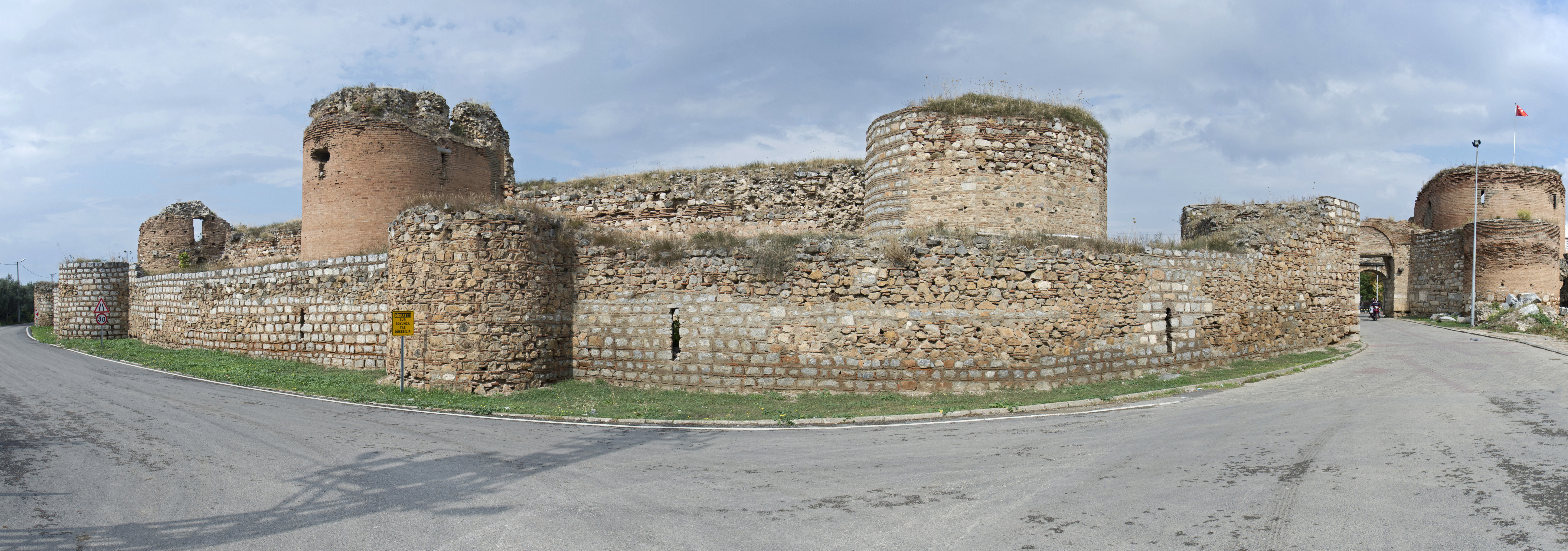
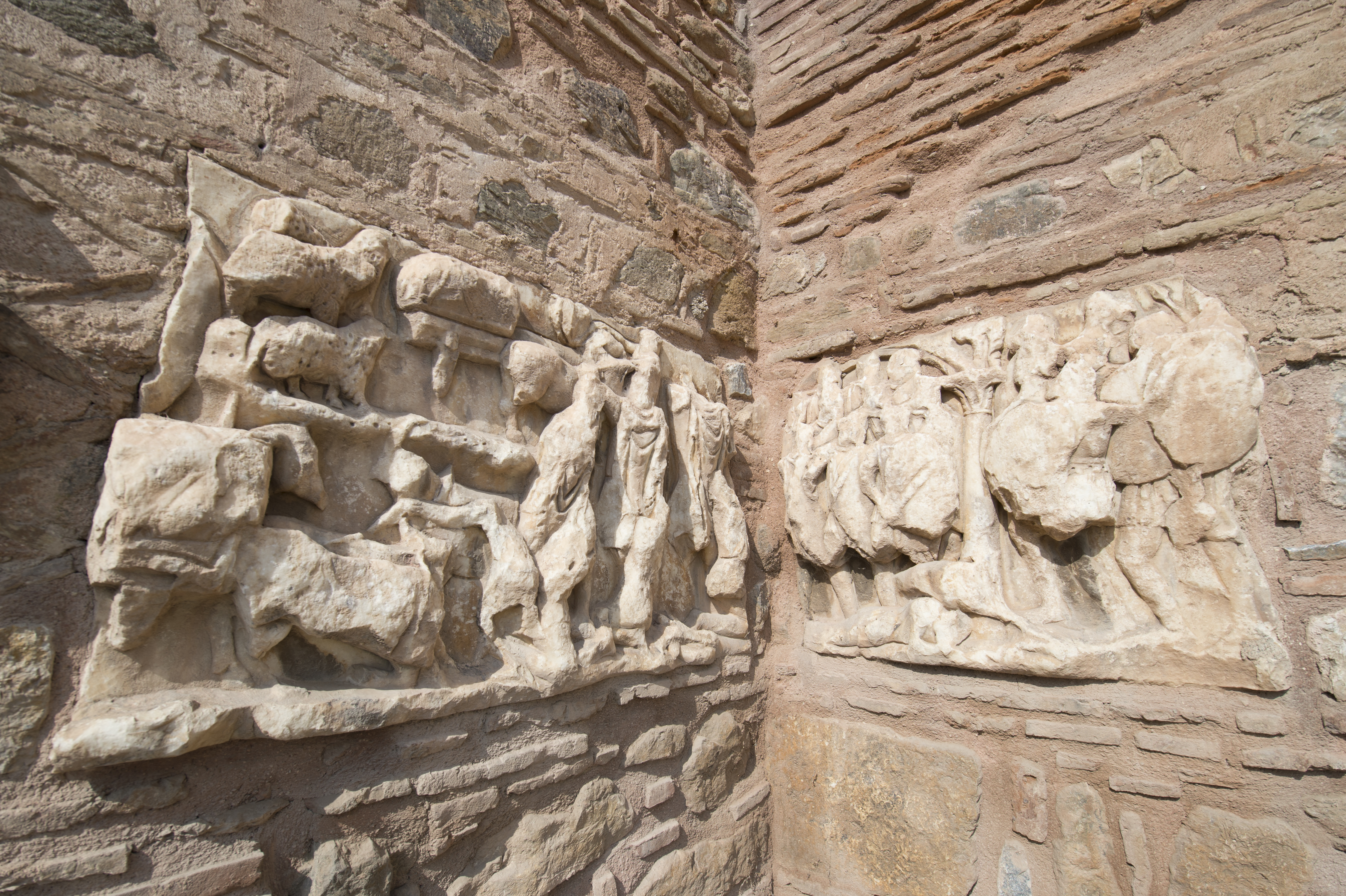
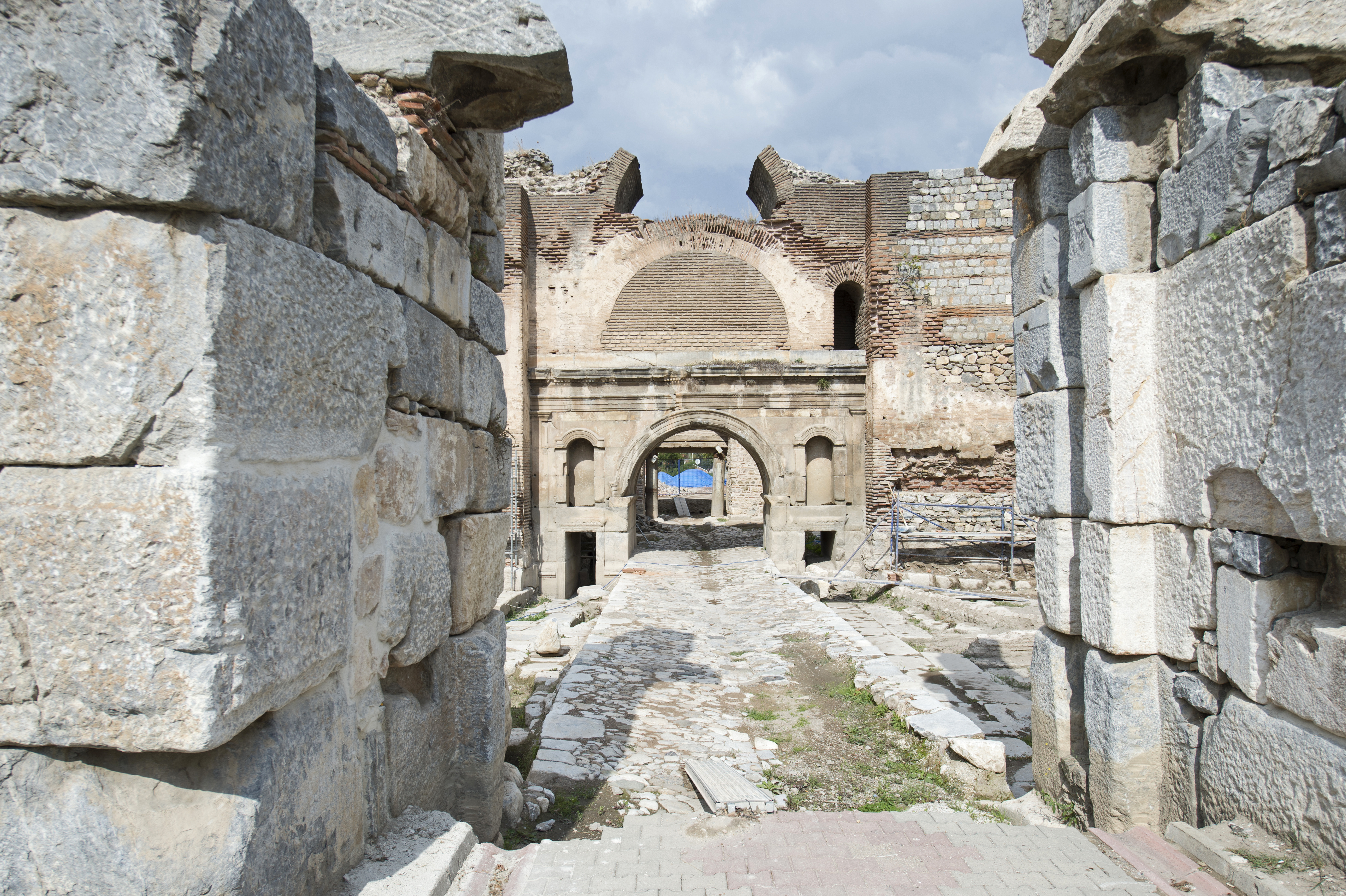
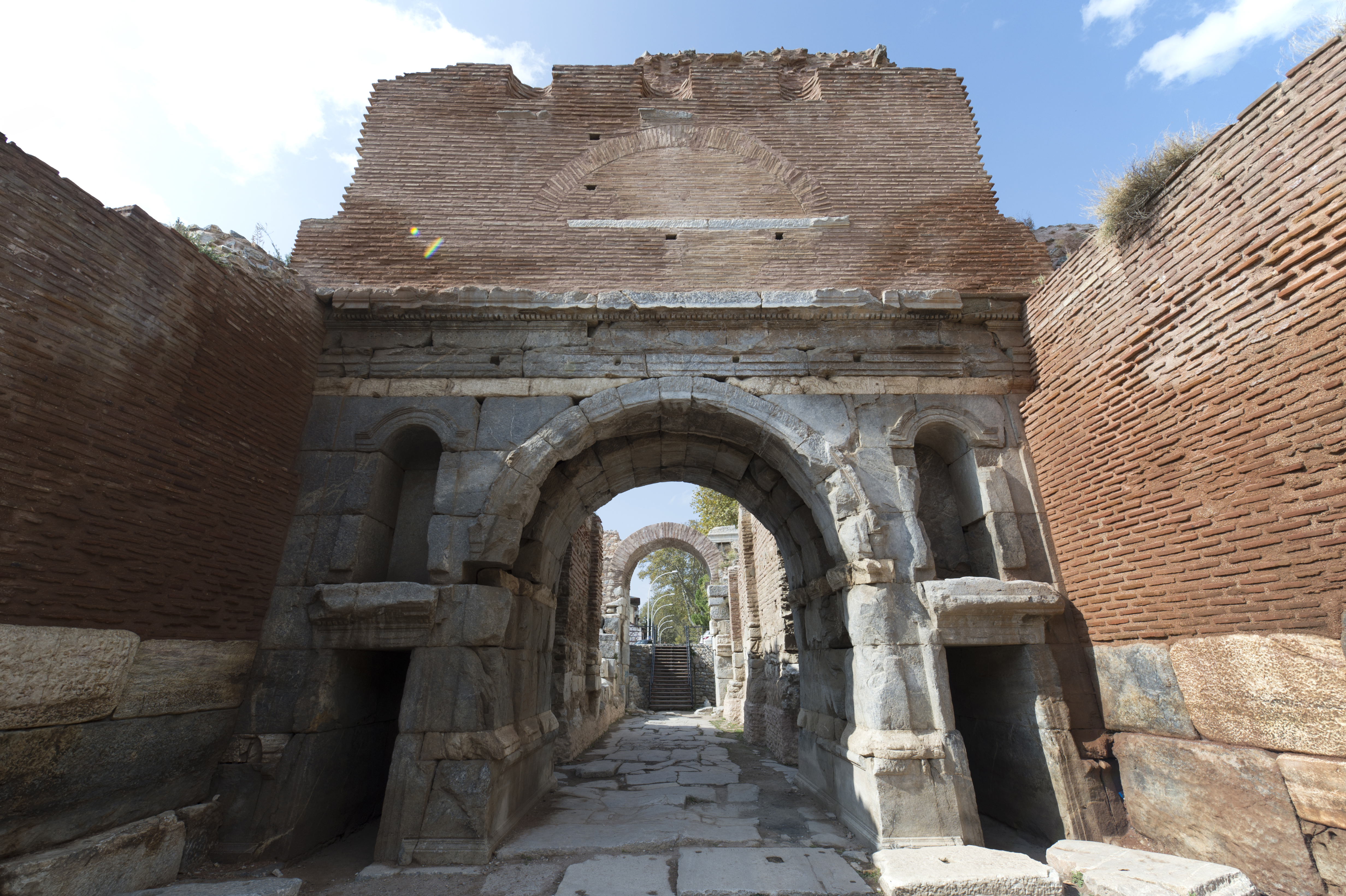
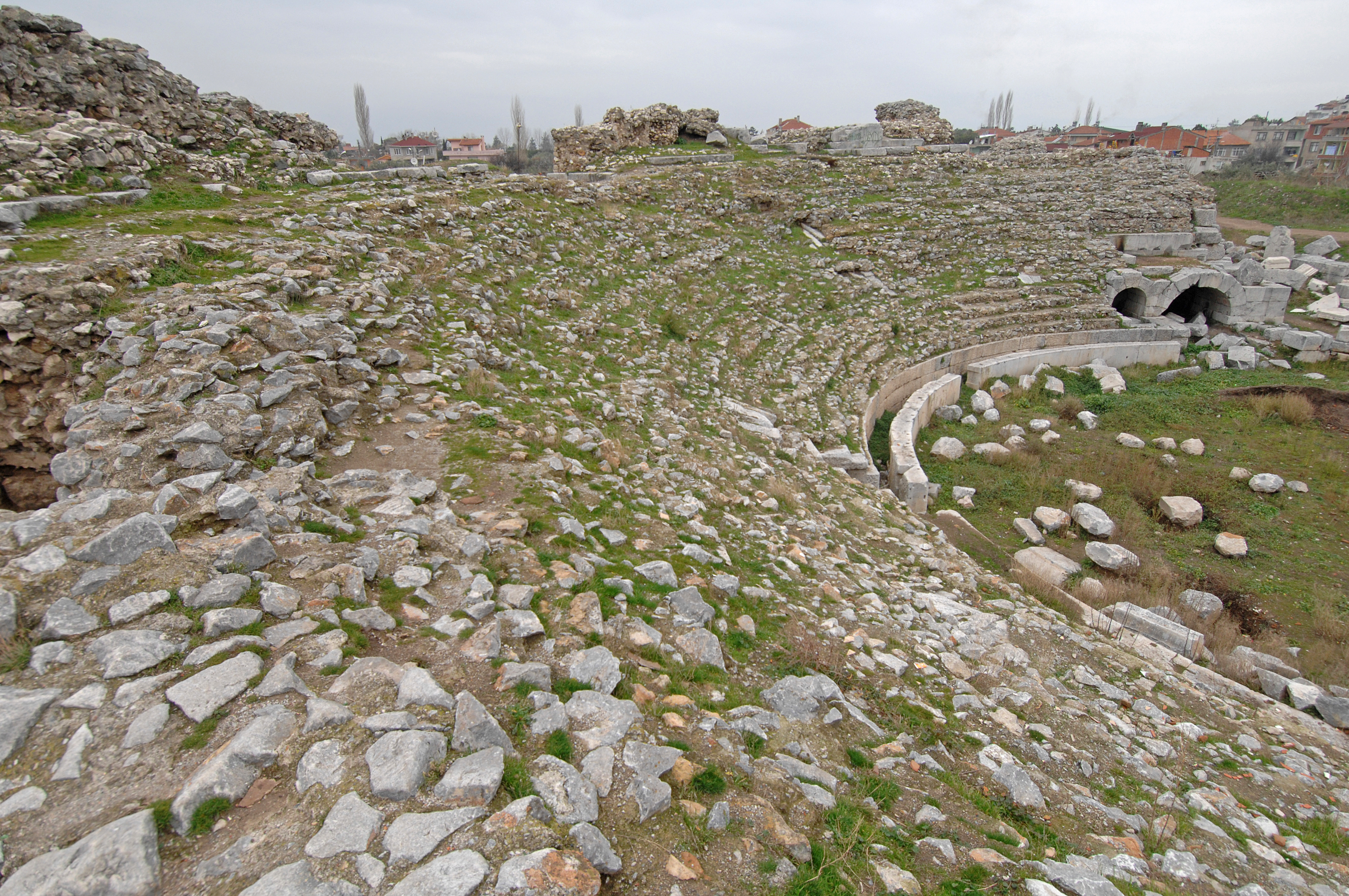

## أعلام
- ماريا لاسكارينا
- أبرخش
- روبرت الأول دوق نورماندي
- كاسيوس ديو
- ماريا باليولوجينا